# Alfonzó
Markos József (született Markstein József, művésznevén Alfonso, későbbi írásváltozatban Alfonzó) (Budapest, 1912. február 28. – Budapest, 1987. május 31.) magyar artista, színész és humorista, érdemes művész. A paródia mestere, aki szívesen alkalmazta a pantomim elemeit is. Számait a legapróbb részletekig önmaga dolgozta ki. Sok emlékezetes alakítása közt az egyik Csehov-paródiája, Ványadt bácsi alakjának megelevenítése.

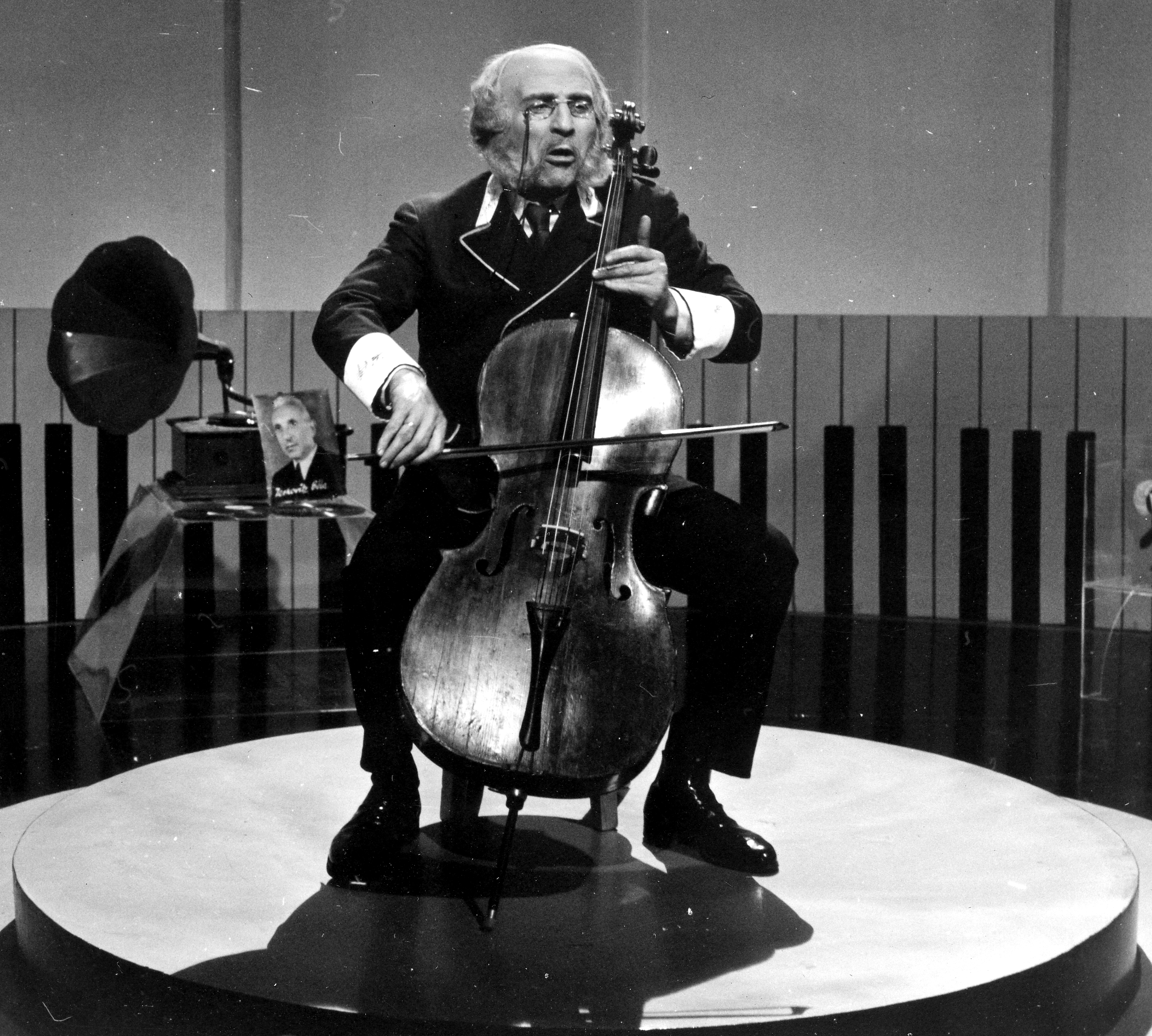
Alfonzó egy kabaréjelenetben (1964)

„Hofi előtt úgy hat, mint Aiszkhülosz Szophoklész előtt”.

## Családja
Apja Markstein Bertalan baromfikereskedő, anyja Stern Júlia, mindketten zsidó származásúak. Ikertestvére, Árpád féléves korában meghalt. Három gyermeke született. Legidősebb fia Markos György színész, humorista, akivel többször is együtt lépett fel. Lánya Markos Zsuzsa (1954–1995) és kisebbik fia, Markos István Kanadában élt 25 évig, Ottawában és Montréalban járt egyetemre, majd 2001 óta Kanada mellett Magyarországon is oktat és tolmácsol angolt és franciát.

## Élete

### A színpadig
A már gyereknek is erős fizikumú fiú az iskola mellett besegített az üzletbe. A kereskedelmi iskolát elhagyni kényszerült egyik tanárával megesett komoly konfliktusa után. Először a Róka és Társa cégnél lett autószerelő inas, de 1930-ban ehelyett inkább cirkuszi artistának szegődött.

#### Vándorévek
Ezzel kiváltotta családja neheztelését: egy ismerősükhöz Strasbourgba küldték, ő azonban Párizsba ment, ahol nyolc hónapot töltött és a Renault autószerelője volt. De ez sem tetszett neki, hazatért és megint artista lett az Angol Parkban működő Alpesi falu varieténél, majd velük Bulgáriába, Szófiába szegődött. Itt mint a „Hortobágy legyőzhetetlen bikája”, birkózószámával járta az országot, Várnában azonban egy török ellenfél legyőzte.
Erre hazatért, és előbb kereskedősegéd lett (a Kálvin téri Szemző divatáruüzletben), de fizikai adottságai ettől az állástól is segítettek neki szabadulni: 1933-ban a Royal Revü Varietéhez került, táncosnak. Ez azonban még nem jelentette a színpad és a porond közti választást: egy évre Olaszországba szerződött táncosnak, de utána ismét vándorcirkuszhoz csatlakozott. Katonai szolgálata után az Arizona varietébe szerződött parkett-táncosnak. Karrierje kezdetén aranyszínű festékkel kenték be, amitől rosszul lett. Ekkor figyelt fel rá Senger Mici („Miss Arizona”), akivel később közösen is fellépett. Innen azért tették ki, mert összeverekedett egy Festetics gróffal. A Kék Egér mulatóból útja Egyiptomba vezetett, onnan Szudánba, Libanonba, Szíriába és Törökországba – mulatókban és varietékben lépett fel. Ezután 1937-ben és 1938-ban Olaszország mozivarietéi következtek (itt együtt játszott például Marcel Marceau-val és a fiatal Louis Armstronggal), majd a párizsi Olympia varieté.

#### Ismét Budapesten, művésznevei
Hazatérve a Shanghaj Bárban, később az Arizona varietével szemközti Moulin Rouge-ban táncolt. Baráti viszonyba került Kiss Manyival és Latabár Kálmánnal. Színészi karrierje Joe Stan művésznéven akkor indult, amikor Flaschner Ernő, a Moulin Rouge nagyhatalmú tulajdonosa felfigyelt parodizáló kedvére, és színpadra küldte.
1940-ben egy rendelet megtiltotta angol és francia nevű művészek fellépését, ezért korábbi művésznevét fel kellett adnia. Új, egész életre szóló művésznevének eredete, melyről ő maga nyilatkozott egy tévéinterjúban: a rádióban hallotta a hírt, hogy meghalt XIII. Alfonz spanyol király, és ezt a nevet választotta spanyolos formában 1941-től.

### A háborútól az 1980-as évekig
1944 elején behívták munkaszolgálatosnak, de megszökött és bujkált. A munkaszolgálat emlékét őrzi későbbi, szinte védjegyévé vált „Idefigyeljenek, emberek!” szlogenje, egy emberséges keretlegény szólította így őt és társait. Októbertől műtőssegéd volt a Rókus kórházban. Egy itt megismert sebesült orosz tiszt tolmácsaként Szegedre került, ahol beállt segédszínésznek. 1948-ban már újra Budapesten élt. Jó ideig Rodolfo partnere volt a Fővárosi Nagycirkuszban. 1952-ben a Royal Színház tagja lett, majd még ugyanebben az évben a Vidám Színpad társulatához csatlakozott, ami a vándor évtizedek után a megállapodást hozta számára: ezután újabb évtizedekig, egészen nyugdíjazásáig majdnem megszakítás nélkül itt dolgozott.
Már az ötvenes évek elejétől filmekben is vállal szerepeket (ekkor még epizódszereplőként). Egy időre ismét erőt vett rajta a vándorösztön: 1956 nyarán három hónapos turnéra indult a Szovjetunióba, az 1956-os forradalomból így kimaradt, bár lakását feldúlták. Visszatérése után ismét külföldre ment, Bécsben és Belgiumban lépett fel, többek közt Totò és Vittorio De Sica mellett, dolgozott Jacques Tati gagmanjeként is, de a kitérő után visszatért a Vidám Színpadhoz és a magyar filmiparhoz.
Reklámfilmekben is szerepelt, az OTP autónyeremény-betétkönyv reklámjában hallható közismert szlogenje, a „Nekem teljesssen mindegy (hogy melyik kocsit nyerem)”; a BKV megalakulásakor egy reklámban a buszsofőrt alakítja, ő reklámozta a kalauz nélküli kocsikat.
A hatvanas évektől évente szerepelt mozi- és tévéfilmekben, többnyire kisebb, humoros szerepekben, de például az Én vagyok Jeromos című vígjátékban ő a főszereplő. Folyamatosan látható volt a tévében, főként kabaréjelenetekben. Egyik legnépszerűbb alakítása a Keménykalap és krumpliorr tévésorozatban Bagaméri, az elátkozott fagylaltárus. Saját tévés show-műsora volt a parodisztikus Alfonzó Világszínháza.

## Nyelvtudása
Német, angol, olasz, francia, orosz és arab.

## Film- és rajzfilmszerepei

### Játékfilmek
| - 1945: Hazugság nélkül – Torreádor - 1949: Díszmagyar – Itt a piros, hol a pirosozó csaló - 1951: Civil a pályán – Műtős - 1953: Ifjú szívvel – Vidámparki mutatványos - 1953: Kiskrajcár – A totózó ember - 1956: Dollárpapa – Börtönőr I. - 1956: Tanár úr kérem… – Tornatanár / Kém / Boxbajnok - 1960: Két emelet boldogság – Albertné udvarlója - 1961: Mindenki ártatlan? – Horgász - 1961: Napfény a jégen – Ügyelő - 1961: Nem ér a nevem – Tordai, a féltékeny férj - 1961: Puskák és galambok – A moziszkeccs jelenetben a „gaz atya” - 1962: Csudapest – Deltás - 1962: Dunai kirándulás - 1963: Éjszaka is kézbesítendő – Postai ügyfél - 1963: Meztelen diplomata – Renitens, hajléktalan „vendég” - 1963: Színészek a porondon | - 1964: Kár a benzinért – Polacsek - 1966: És akkor a pasas… – Józsi bácsi - 1966: Minden kezdet nehéz 1-2. (rendhagyó magyar film) – Vevő - 1966: Nem szoktam hazudni – Újságos - 1967: Kérdések a szerelemről - 1967: Nem várok holnapig… – Nyugdíjas lakó / Ferenc József / Rendőrkapitány - 1967: Segítség, lógok – Művezető - 1970: A halhatatlan légiós, akit csak péhovárdnak hívtak – Főpincér, Abdullah csaposa - 1970: Én vagyok Jeromos – Jeromos - 1970: Hatholdas rózsakert - 1970: N.N., a halál angyala – Tóth - 1971: Hahó, a tenger! – Gépkocsivezető - 1971: Hahó, Öcsi! – Kukás II. - 1971: Kapaszkodj a fellegekbe! 1-2. – Börtönparancsnok - 1972: Hahó, a tenger! – Gépkocsivezető - 1973: Hét tonna dollár – Erőművész |

### Tévéfilmek, televíziós sorozatok
| - 1963: Rendszáma ismeretlen – Sarkadi László, főkönyvelő - 1963: Slágermúzeum – Múzeumőr - 1966: Közbejött apróság - 1969: 7 kérdés a szerelemről (és 3 alkérdés) – Kabinos - 1969: A régi nyár – Néző a színházban - 1971: Bors III. (az Ujjé, a ligetben című epizódban) - 1971: Rumra cserélt feleség | - 1972: A főnök - 1973: Keménykalap és krumpliorr 1-4. – „Bagaméri, ki a fagylaltját maga méri” (1978 mozifilmként) - 1973: Szép maszkok 1-5. - 1974: Zenés TV Színház: Örökzöld fehérben, feketében – Patikus - 1976: Hátország - 1978: Váljunk el! - 1979: Alfonzó világszínház - 1980: Alfonshow |

| - 1951: A selejt bosszúja – A kertvendéglő pincére - 1952: A képzett beteg – Ápoló - 1954: Költözik a hivatal! – A markos - 1955: Idefigyeljenek emberek - 1961: Vigyázat, mázolva! - 1963: Az attasé lánya – Hanák - 1969: Gyere az állatkertbe velünk! (tévéfilm) - 1973: Riadó a Pitypang szállóban – Szálloda vezető | - 1952: Erdei sportverseny – Kutya edző; Röfi (hang) - 1969: A Mézga család különös kalandjai 2-13. – További szereplők (hang) - 1972: Mézga Aladár különös kalandjai – További szereplők (hang) - 1973: Kérem a következőt! I. – Leo király; Jós levelibéka (hang) - 1978: Vakáción a Mézga család – Szamek (hang) |

## Szinkronszerepei

### Filmek
| Év   | Cím                                                | Szereplő           | Színész          | Szinkron év |
| ---- | -------------------------------------------------- | ------------------ | ---------------- | ----------- |
| 1931 | A köpenicki kapitány                               | N/A                | N/A              | 1955        |
| 1933 | Alice Csodaországban                               | N/A                | N/A              | 1976        |
| 1939 | Aranykulcsocska (1. magyar szinkron)               | ?                  | ?                | 1950        |
| 1949 | A tökéletes titkárnő                               | N/A                | N/A              | 1965        |
| 1954 | Papa, mama, ő meg én (1. magyar szinkron)          | N/A                | N/A              | 1955        |
| 1958 | Hüvelyk Matyi (1. magyar szinkron)                 | Con-Fu-Shon (hang) | Dallas McKennon  | 1960        |
| 1967 | Juan kalandjai                                     | N/A                | N/A              | 1969        |
| 1969 | Erotissimo                                         | Agresszív lázadozó | Jacques Seiler   | 1970        |
| 1969 | Ha kedd van, akkor ez Belgium (1. magyar szinkron) | Cipész             | Vittorio De Sica | 1970        |
| 1969 | Uraim, megöltem Einsteint! (1. magyar szinkron)    | ?                  | ?                | 1970        |
| 1971 | A három jóbarát (1. magyar szinkron)               | Smac               | Charles Gérard   | 1975        |
| 1971 | Hideg pulyka (1. magyar szinkron)                  | N/A                | N/A              | 1973        |
| 1973 | Agathe asszony nagy utazása                        | Jacques            | Rudy Lenoir      | 1975        |
| 1973 | De hová tűnt a 7. század?                          | Marcipán ezredes   | Robert Lamoureux | 1976        |
| 1973 | Halló, itt Iván cár!                               | Svéd nagykövet     | Szergej Filippov | 1974        |
| 1973 | Vadnyugat                                          | N/A                | N/A              | 1976        |
| 1975 | Megtalálták a 7. századot                          | Marcipán ezredes   | Robert Lamoureux | 1978        |
| 1976 | Focizzon, aki tud                                  | N/A                | N/A              | 1977        |

### Rajzfilmek
| Év        | Cím                                        | Szereplő                                         | Szinkronhang    | Szinkron év |
| --------- | ------------------------------------------ | ------------------------------------------------ | --------------- | ----------- |
| 1940      | Pinokkió (1. magyar szinkron)              | Vásott Vili                                      | Frankie Darro   | 1962        |
| 1961-1962 | Frédi és Béni II-III. (1. magyar szinkron) | Kőkobaki úr (+ Velenczey István, Képessy József) | John Stephenson | 1969-1974   |
| 1969      | Aladdin és a csodalámpa                    | Lámpa szelleme                                   | Georges Atlas   | 1970        |
| 1975      | Hugó, a víziló                             | Pávián                                           | N/A             | 1975        |
| 1975-1977 | Gusztáv-sorozat                            | Gusztáv                                          | N/A             | 1975-1977   |

## Könyve
- Ide figyeljenek emberek, de ha nem, akkor nekem teljesen mindegy. Mozaikok egy műfajról; inː A modern clown; NPI, Budapest, 1975 (Szkénetéka)

## Kitüntetései

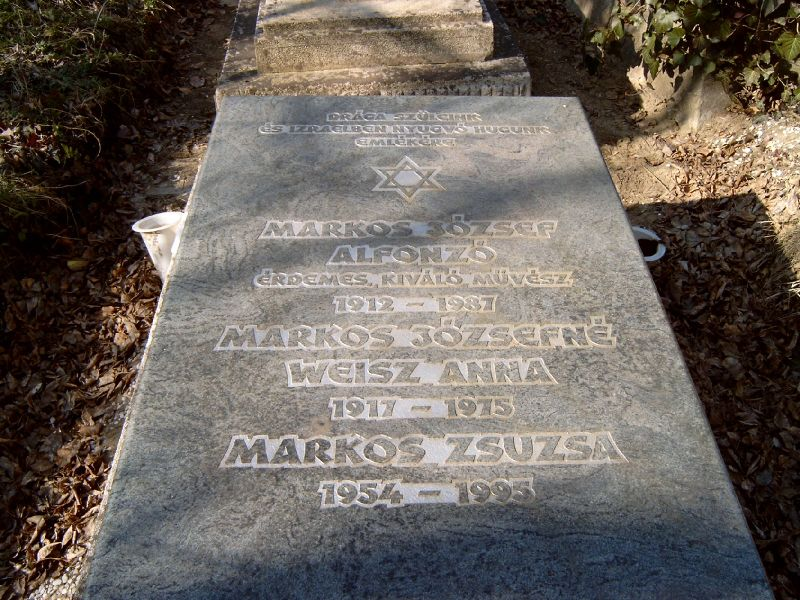
Alfonzó (Markos József) és családjának sírja Budapesten. Kozma utcai izraelita temető 38A-74-11 (2005-ben készült fotó a sírról)

- A Népköztársasági Érdemrend ezüst fokozata (1952. április 4.)
- Érdemes művész (1969)
- Munka Érdemrend arany fokozata (1982)